# Ca Cameta del Pati
Ca Cameta del Pati és una obra eclèctica de Valls (Alt Camp) protegida com a Bé Cultural d'Interès Local.

## Descripció
Edifici entre mitgeres format per planta i tres pisos. La façana presenta dos cossos clarament diferenciats. El de l'esquerra està ocupat per una tribuna que abasta les plantes primera i segona i acaba en balcó al tercer pis. En el cos de la dreta hi ha un balcó corregut amb dues portes al primer pis. En cadascun dels pisos superiors hi han dos balcons. Totes les obertures són d'arc de mig punt rebaixat. L'acabament és en cornisa i barana de ferro de 5 trams. L'element més treballat de la façana és la tribuna, que presenta elements escultòrics (capitells, gàrgoles), balaustres, forja i cartel·les amb decoració floral.

## Història
A la façana figuren les inicials I.E. i la data del 1924. Edifici de construcció relativament recent i destinat a habitatge.